# Beaumonteses
Die Beaumonteses oder Beamonteses waren die Anhänger der navarresischen Adelsfamilie Beaumont, der Grafen von Lerín aus einer illegitimen Nebenlinie des regierenden Hauses Frankreich-Évreux. Ihre Gegenspieler waren die Agramonteses.

## Geschichte
Als Johann von Aragón, König von Navarra als Ehemann der Königin Blanka nach deren Tod 1441 die Macht nicht wie vorgesehen an seinen ältesten Sohn Karl von Viana abgab, unterstützten die beiden Parteien die jeweiligen Seiten, die Beaumonteses den legitimen Thronfolger, die Agramonteses dessen Vater. Beide suchten Verbündete innerhalb des Landes und fanden sie auch in den alten Familien des westlichen Baskenlandes, die Agramonteses in den Anhängern der Familie Gamboa (den Gamboínos), die Beaumonteses in den Anhängern der Familie Oñaz (den Oñacinos).
Die Parteien überstanden nicht nur den Navarresischen Bürgerkrieg (1451–1455) und den Tod von Karl von Viana (1461) und Johann von Aragón (1479), sondern suchten auch weitere Verbündete auf internationaler Ebene. Die Beaumonteses hatten sie im Königreich Kastilien gefunden, das die Verbindung 1512 bei der Eroberung Navarras nutzte und mit ihrer Hilfe relativ schnell und problemlos zum Ziel kam; in der Folge waren die Beaumonteses dann auch die einzigen, die dem Aufruf des neu eingesetzten Vizekönigs Folge leisteten, 1513 in den Cortes de Navarra in Pamplona Ferdinand den Katholischen als König anzuerkennen – und damit ausgerechnet den Sohn ihres Erzfeindes Johann von Aragón, der die Eroberung nicht als König von Aragón, sondern als Regent von Kastilien (für seine Tochter Johanna die Wahnsinnige) in die Wege geleitet hatte.